# Iryna Sjymanovitj
Iryna Sjymanovitj (hviderussisk: Ірына Ўладзіміраўна Шымановіч, tr. Iryna Wladzimirawna Sjymanovitj; russisk: Ирина Владимировна Шиманович, tr. Irina Vladimirovna Sjimanovitj; født 30. juni 1997 i Minsk, Hviderusland) er en kvindelig professionel tennisspiller fra Hviderusland.